# Claudio Abbado
Claudio Abbado (Milaan, 26 juni 1933 – Bologna, 20 januari 2014) was een Italiaanse dirigent.

## Leven en werk
Abbado was een zoon van de violist Michelangelo Abbado, die hem zelf de beginselen van het vioolspel bijbracht. Hij studeerde piano aan het Conservatorio di Musica "Giuseppe Verdi" in Milaan. Hij zette zijn studie voort in Wenen, als leerling van Hans Swarowsky.
In 1958 deed Abbado voor het eerst van zich spreken door het winnen van de Koussevitzky Prize voor veelbelovende jonge dirigenten van het Tanglewood Music Centre. Zijn echte openbare debuut was in 1960 tijdens de feestweek voor de 300ste geboortedag van Alessandro Scarlatti in La Scala in Milaan. Vervolgens was hij enige tijd assistent van Leonard Bernstein bij de New York Philharmonic. Door Herbert von Karajan werd hij uitgenodigd om enkele seizoenen als gastdirigent met de Wiener Philharmoniker te werken.
Van 1968 tot 1986 was Abbado muzikaal leider van La Scala en van 1979 tot 1988 ook van het London Symphony Orchestra. Na zijn periode bij de Scala werd Abbado muzikaal leider van de Wiener Staatsoper. In 1989 volgde hij Von Karajan op als muzikaal leider van de Berliner Philharmoniker. Voor het eerst waren de leden van dit orkest betrokken bij een benoeming van hun dirigent. Toch kostte het sommige musici moeite om te wennen aan de democratische houding van Abbado, in dit opzicht de tegenpool van zijn autoritaire voorganger. Hij maakte verder vele opnamen met het Chicago Symphony Orchestra. In 2002 verliet hij de Berliner Philharmoniker om gezondheidsredenen, maar van de geconstateerde maagkanker herstelde hij na zware operaties.
Abbado, die zich betrokken voelde bij de ontwikkeling van jonge musici, heeft diverse orkesten opgericht: in 1978 het European Union Youth Orchestra, in 1981 het Chamber Orchestra of Europe, in 1986 het Gustav Mahler Jeugdorkest (waaruit ook het Mahler Chamber Orchestra is ontstaan) en in 2004 het Orchestra Mozart in Bologna. In 2003 heeft hij het Lucerne Festival Orchestra nieuw leven ingeblazen. Dit orkest komt sindsdien iedere zomer bijeen en bestaat uit musici van de Berliner Philharmoniker en internationaal bekende solisten, zoals Natalia Gutman, het Sabine Meyer Ensemble, het Hagen Quartett en het Mahler Chamber Orchestra.
Abbado geldt als een belangrijk vertolker van opera's van Verdi, Moessorgski en Rossini en van componisten uit de late 19e en vroege 20e eeuw (Janáček, Debussy, Richard Strauss, Ravel, Alban Berg). In symfonische muziek was hij een vooraanstaand vertolker van de muziek van Beethoven, Schubert, Brahms en Mahler.
Abbado's zoon Daniele Abbado is operaregisseur. Claudio Abbado is ook de vader van Misha, de oudste zoon van de violiste Viktoria Mullova. De pianist Marcello Abbado is zijn broer. Diens zoon, de dirigent Roberto Abbado, is dus zijn neef.

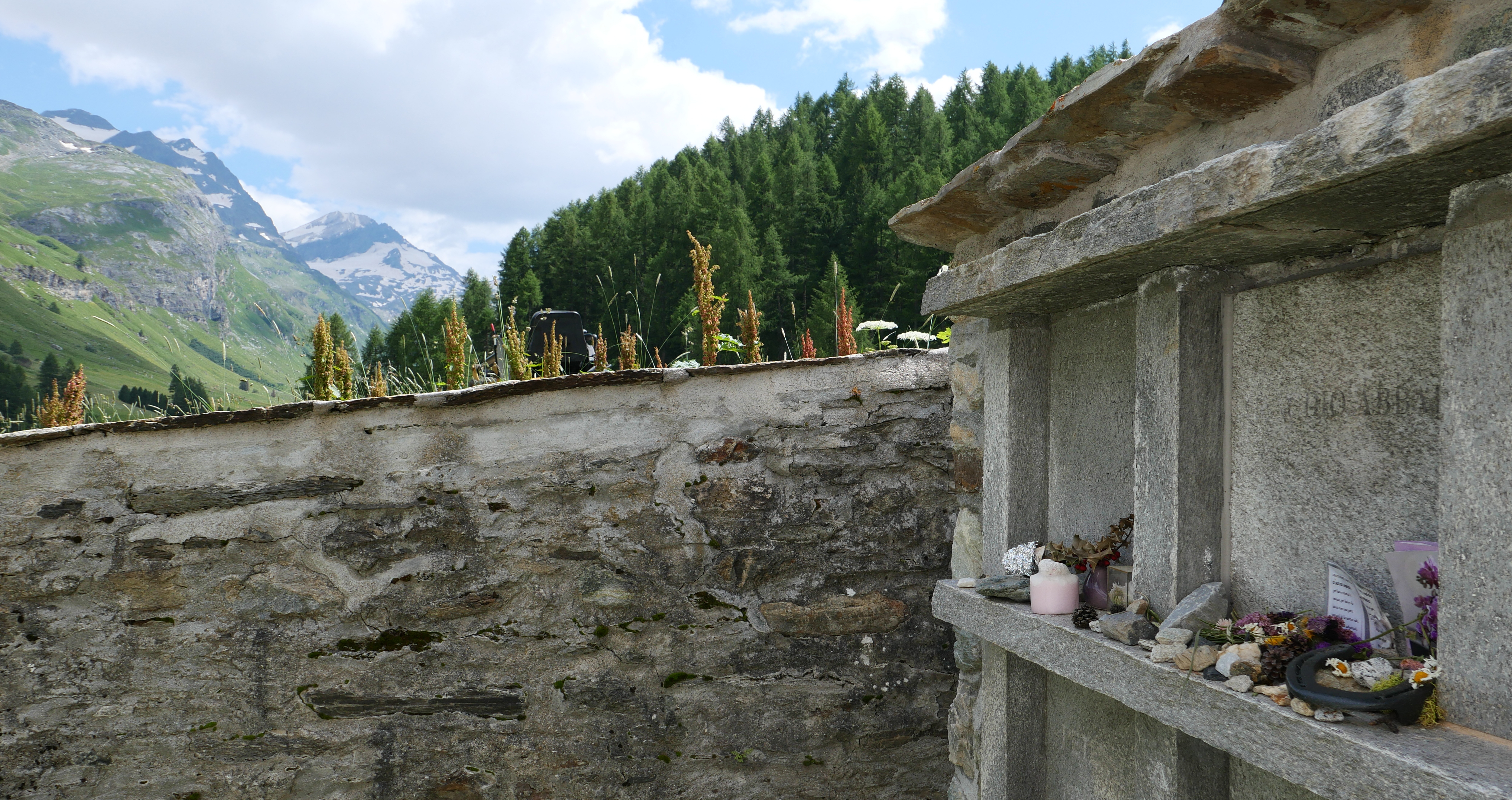
Het urnengraf in 2024 met de Fexvallei op de achtergrond.

Abbado, wiens gezondheid al geruime tijd precair was, gaf zijn laatste concert op 26 augustus 2013 in het Kultur- und Kongresszentrum in Luzern. Hij dirigeerde het Lucerne Festival Orchestra in twee onvoltooide symfonieën: de Unvollendete van Schubert en de Negende van Bruckner. Enkele dagen later, op 30 augustus, werd hij door president Giorgio Napolitano benoemd tot "Senator voor het leven" in de Italiaanse Senaat. Hij deelde mee dat hij de bijbehorende vergoeding zou doneren aan muziekstudenten. Op 20 januari 2014 overleed Abbado op 80-jarige leeftijd in zijn huis in Bologna. Het stoffelijk overschot van Abbado werd gecremeerd en een urn met een deel van zijn as werd begraven op de begraafplaats van de 15e-eeuwse kapel van Fex-Crasta in de Val Fex. Het maakt deel uit van de gemeente Sils im Engadin/Segl, een dorp in het Zwitserse kanton Graubünden waar Abbado een vakantiehuis had.

## Eerbewijzen
- Claudio Abbado heeft vele eerbewijzen ontvangen, zoals het Grootkruis in het Franse Legioen van Eer, het Bundesverdienstkreuz, de Prijs van de Keizer van Japan, de Mahler Medaille, de Khytera-prijs, de Mozartinterpretationspreis en de Ernst von Siemens Muziekprijs. Aan hem zijn eredoctoraten verleend door de universiteiten van Ferrara, Cambridge, Aberdeen en Havana.
- Hij won in 1997 een Grammy Award voor een cd met muziek van Paul Hindemith en in 2005 voor Beethovens Tweede en Derde pianoconcert met Martha Argerich.
- Toen in 2011 bij een poll door het Britse muziektijdschrift BBC Music aan 100 vooraanstaande dirigenten werd gevraagd naar hun meest inspirerende voorbeeld aller tijden, eindigde Abbado als derde, na Carlos Kleiber en Leonard Bernstein en voor Herbert von Karajan, en dus als hoogste toen levende dirigent.
- Toen Abbado op 30 augustus 2013 werd benoemd tot "Senator voor het leven", was hij na Arturo Toscanini (die de benoeming in 1949 weigerde) de tweede dirigent aan wie deze eer te beurt viel.